# Nyssa

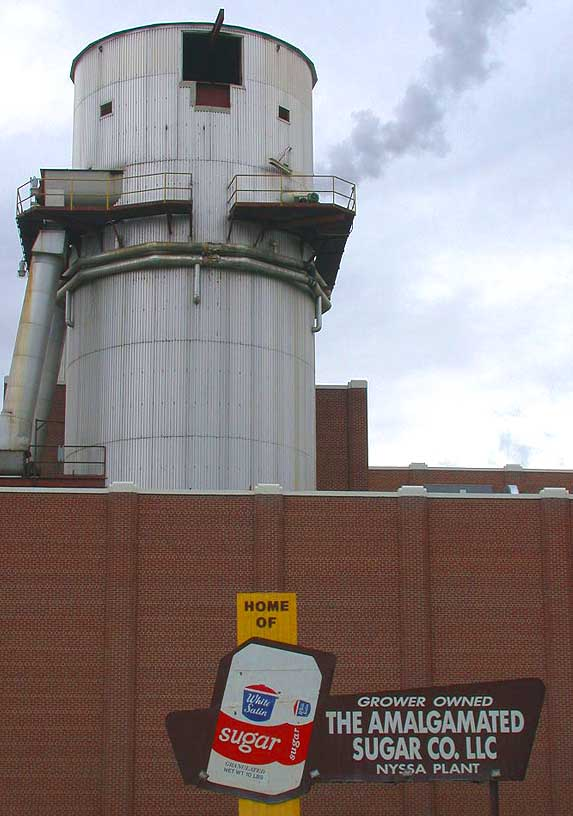
Az egykori cukorgyár

Nyssa (kiejtése: ˈnɪsə) az Amerikai Egyesült Államok északnyugati részén, Oregon állam Malheur megyéjében, a Kígyó-folyó mentén, az idahói határ mellett, a Kincs-völgyként ismert területen, az ontariói agglomerációban elhelyezkedő város. A 2010. évi népszámláláskor 3267 lakosa volt. Területe 4,01 km², melynek 100%-a szárazföld.
A város fő bevételi forrása a mezőgazdaság (hagyma- és burgonyafeldolgozó-üzemek és cukor-, valamint kenyérgyár).

## Történet
A környező területeken eredetileg a paiute és cayuse indiánok éltek, de a kemény időjárás nem kedvezett nekik. Az 1830-as években emelték a délkeleti oldalon a Boise-erődöt. A település eredetileg a Union Pacific Railroad egy fontos állomása volt; juhokat és egyéb haszonállatokat szállítottak innen.
Az Amalgamated Sugar Company idahói részlegének vezetője, R. H. Tallman 1935-ben cukorrépa-termesztéssel kezdett kísérletezni. Mivel a próbálkozások sikeresnek bizonyultak, a vállalat 1938. október 9-én megnyitotta első feldolgozó-üzemét, amely a vasút és a 20-as út mentén helyezkedett el.
1942-ben, a második világháború idején a nyugati partról kitelepített japánok a Nyssa külterületén található munkatáborban dolgoztak. Hogy elkerüljék a bebörtönzést, a Portland Assembly Centerben internáltak közül a bebörtönzés elkerülésére sokan önkéntes munkát vállaltak a Vidékvédelmi Hivatal létesítményében. A táborban körülbelül 100 vászonsátor volt, melyek berendezése egy fatüzelésű kályha és egy izzó volt, valamint a helyszínen mosó- és fürdőhelyiségek, valamint egy közösségi létesítmény is helyet kapott. Habár a helyet nem kerítették körbe, a lakók a heti egyszeri nyssai-i szórakozó- és bevásárlóútjukon kívül csak engedéllyel hagyhatták el a létesítményt. Átlagosan 400 férfi, illetve nők és gyerekek is dolgoztak itt; a legnagyobb lakosságszám körülbelül 350 volt. Mivel nem tudtak fűtést biztosítani, a tábort novemberben bezárták, a lakókat pedig más létesítményekben, illetve magángazdaságoknál szállásolták el, illetve néhányan Kelet-Oregonban (a japánok számára „tiltott zónán” kívül) kaptak munkát.
A háború végéhez közeledve az idahói Buhl városához közeli helyre a Paul melletti Rupert táborból német és olasz hadifoglyokat szállítottak át; ők főleg a ritkításban és betakarításban tudtak segíteni.
1936 és 2005 között a White Satin márkához tartozó Amalgamated Sugar Company cukorgyárat működtetett, ami üzemideje alatt a város legnagyobb foglalkoztatója volt; bezárásával 600 idénymunkásnak mondtak fel. Az üzemet azért zárták be, mert az idahói tulajdonosok nem akartak az Oregonban kötelező szövetkezetbe belépni. A nyssa-i gyár a vállalat legjövedelmezőbb létesítménye volt. Megszüntetése előtt a gyárat fokozatosan leépítették, végül már csak barnacukorral foglalkoztak. A szerelőműhely a mai napig működik, a feldolgozásra váró cukorrépát pedig az idahói Nampába szállítják. Nyssa-ban egy időben üvegház és kísérleti telepek is működtek, de ezeket a szintén idahói Twin Fallsba költöztették.

## Éghajlat
A város éghajlata a Köppen-skála szerint félszáraz (BSk-val jelölve). A legcsapadékosabb a december–január, a legszárazabb pedig a július–augusztus közötti időszak. A legmelegebb hónap augusztus, a leghidegebb pedig január.
| Hónap                         | Jan.  | Feb.  | Már.  | Ápr. | Máj. | Jún. | Júl. | Aug. | Szep. | Okt.  | Nov.  | Dec.  | Év    |
| ----------------------------- | ----- | ----- | ----- | ---- | ---- | ---- | ---- | ---- | ----- | ----- | ----- | ----- | ----- |
| Rekord max. hőmérséklet (°C)  | 17,8  | 20,0  | 27,2  | 33,3 | 37,8 | 38,9 | 43,3 | 41,1 | 37,8  | 33,3  | 25,6  | 19,4  | 43,3  |
| Átlagos max. hőmérséklet (°C) | 2,2   | 7,2   | 13,9  | 18,3 | 23,3 | 27,8 | 33,3 | 32,8 | 26,7  | 18,9  | 8,9   | 2,8   | 18,1  |
| Átlaghőmérséklet (°C)         | −2,0  | 1,4   | 6,7   | 11,1 | 15,3 | 19,5 | 22,7 | 23,1 | 17,3  | 10,3  | 3,1   | −1,7  | 10,6  |
| Átlagos min. hőmérséklet (°C) | −6,1  | −4,4  | −0,6  | 2,8  | 7,2  | 11,1 | 15,0 | 13,3 | 7,8   | 1,7   | −2,8  | −6,1  | 3,3   |
| Rekord min. hőmérséklet (°C)  | −28,3 | −27,8 | −12,2 | −6,7 | −4,4 | 1,7  | 1,7  | 2,8  | −2,2  | −16,7 | −18,3 | −27,8 | −28,3 |
| Átl. csapadékmennyiség (mm)   | 31    | 24    | 25    | 23   | 29   | 22   | 6    | 7    | 12    | 18    | 29    | 38    | 264   |
| Forrás: The Weather Channel   |       |       |       |      |      |      |      |      |       |       |       |       |       |

## Népesség

### 2010
A 2010-es népszámláláskor a városnak 3267 lakója, 1051 háztartása és 758 családja volt. A népsűrűség 814,7 fő/km2. A lakóegységek száma 1153, sűrűségük 287,5 db/km2. A lakosok 63,1%-a fehér, 0,3%-a afroamerikai, 0,7%-a indián, 1,3%-a ázsiai, 1,3%-a a Csendes-óceáni szigetekről származik, 30,9%-a egyéb, 3,8%-a pedig kettő vagy több etnikumú. A spanyol vagy latino származásúak aránya 60,5% (54,4% mexikói, 0,1% Puerto Ricó-i,  6% egyéb spanyol vagy latino származású.)
A háztartások 45,1%-ában élt 18 évnél fiatalabb. 50% házas, 14,2% egyedülálló nő, 7,9% egyedülálló férfi, 27,9% pedig nem család. 24,5% egyedül élt; 13%-uk 65 éves vagy idősebb. Egy háztartásban átlagosan 3,08 személy élt; a családok átlagmérete 3,71 fő.
A medián életkor 30,1 év volt. A város lakóinak 34,5%-a 18 évesnél fiatalabb, 9,3% 18 és 24 év közötti, 23,7%-uk 25 és 44 év közötti, 19,3%-uk 45 és 64 év közötti, 13,1%-uk pedig 65 éves vagy idősebb. A lakosok 50,1%-a férfi, 49,9%-a pedig nő.

### 2000
A 2000-es népszámláláskor  a városnak 3163 lakója, 1018 háztartása és 761 családja volt. A népsűrűség 788,7 fő/km2. A lakóegységek száma 1099, sűrűségük 274,1 db/km2. A lakosok 56,5%-a fehér, 0,4%-a afroamerikai, 0,8%-a indián, 1%-a ázsiai, 0,1%-a a Csendes-óceáni szigetekről származik, 38,2%-a egyéb-, 3%-a pedig kettő vagy több etnikumú. A spanyol vagy latino származásúak aránya 57,2% (44,5% mexikói, 0,1% Puerto Ricó-i, 0,1% kubai, 12,6% pedig egyéb spanyol/latino származású.)
A háztartások 43,3%-ában élt 18 évnél fiatalabb. 56,5% házas, 13,4% egyedülálló nő; 25,2% pedig nem család. 20,6% egyedül élt; 12,3%-uk 65 éves vagy idősebb. Egy háztartásban átlagosan 3,11 személy élt; a családok átlagmérete 3,61 fő.
A város lakóinak 35,7%-a 18 évesnél fiatalabb, 6,2% 18 és 24 év közötti, 25,8%-uk 25 és 44 év közötti, 17,2%-uk 45 és 64 év közötti, 11,9%-uk pedig 65 éves vagy idősebb. A medián életkor 28,8 év volt. Minden 100 nőre 99,2 férfi jut; a 18 évnél idősebb nőknél ez az arány 95,3.
A háztartások medián bevétele 27 372 amerikai dollár, ez az érték családoknál $28 919. A férfiak medián keresete $26 731, míg a nőké $20 667. A város egy főre jutó bevétele (PCI) $10 317. A családok 19,9%-a, a teljes népesség 23,3%-a élt létminimum alatt; a 18 év alattiaknál ez a szám 28,2%, a 65 évnél idősebbeknél pedig 15,6%.

## Fordítás
Ez a szócikk részben vagy egészben  a   Nyssa, Oregon című angol Wikipédia-szócikk ezen változatának fordításán alapul.  Az eredeti cikk szerkesztőit annak laptörténete sorolja fel. Ez a jelzés csupán a megfogalmazás eredetét és a szerzői jogokat jelzi, nem szolgál a cikkben szereplő információk forrásmegjelöléseként.